# Michaël Borremans
Michaël Borremans (Geraardsbergen, 1963) es un pintor belga influenciado por artistas como Édouard Manet, Degas o Diego Velázquez.
Estudió fotografía en la Hogeschool voor Kunst en Wetenschappen Sint-Lucas, pero en los años 1990 se decantó por la pintura. Ha colaborado además en otros proyectos artísticos como la portada del disco Vantage Point del grupo dEUS y en los últimos años, ha emprendido trabajos en 3 dimensiones.
Pertenece, desde 2014, a la Real Academia Flamenca de Ciencias y Artes de Bélgica.

## Exposiciones individuales
- 2005: SMAK, Gante.
- 2005: Hallucination and Reality, Cleveland Museum of Art, Cleveland.
- 2006: La Maison Rouge, París.[4]
- 2010: Looking for the Face I Had Before the World Was Made, Museum of Contemporary Art, Denver.
- 2010: Mapping the Studio, Palazzo Grassi, Venecia.[5]
- 2011: Eating The Beard Helsinki, Budapest, Stuttgart.
- 2014: BOZAR, Bruselas (19.02 > 01.06.2014)[6]